# ال‌جی جی‌دی۵۱۰
ال‌جی جی‌دی۵۱۰ (به انگلیسی: LG GD510)، یک‌نمونه از گوشی‌های تلفن همراه سری اروپا جی‌اس‌ام (به انگلیسی: Europe GSM (GD)) شرکت ال‌جی الکترونیکس می‌باشد که توسط همین شرکت به بازار عرضه شده‌است.